# Bommenahalli, Krishnarajanagara
Bommenahalli là một làng thuộc tehsil Krishnarajanagara, huyện Mysore, bang Karnataka, Ấn Độ.